# Peter Struss
Peter Struss (* 14. April 1949) ist ein deutscher Informatiker.

## Leben
Peter Struss erhielt ein Diplom in Mathematik von der Universität Göttingen und einen Doktorgrad in Informatik von der Universität Kaiserslautern. Er habilitierte sich in Informatik an der Technischen Universität München.
Von 1978 bis 1992 arbeitete er in der Corporate R & D Division der Siemens Corp., wo er für die wissensbasierte Systemgruppe verantwortlich war. Er war mehrere Male als Gastforscher am Xerox Palo Alto Research Center und am International Computer Science Institute in Berkeley tätig.
1992 wechselte er als Professor für Informatik an die Technische Universität München, wo er die Gruppe „Modellbasierte Systeme und Qualitative Modellierung“ (MQM) leitete. Sein Forschungsinteresse gilt dem Fachgebiet Künstliche Intelligenz mit Schwerpunkt auf der Entwicklung von Grundlagen und Umgebungen für Modellierung und modellbasierte Problemlöser, insbesondere automatisierte Diagnose, Tests, Fehler-Modi-und-Effekte-Analyse. Die theoretische Arbeit wurde immer im Zusammenhang mit verschiedenen Projekten zu realen Anwendungen durchgeführt und evaluiert.
Er war Mitherausgeber des Artificial Intelligence Journal, ist Redaktionsmitglied des International Journal of Prognostics and Health Management und außerplanmäßiger Professor am Vellore Institute of Technology (VIT) Chennai, Indien. Er ist Fellow der European Association for Artificial Intelligence (ehemals ECCAI, heute EurAI). Vom International Workshop on Principles of Diagnosis erhielt er 2014 den Lifetime Achievements Award.